# Nippon Professional Baseball 2021
La stagione 2021 della Nippon Professional Baseball (NPB) è iniziata il 26 marzo ed è terminata il 21 novembre 2021.
Le Japan Series sono state vinte per la sesta volta nella loro storia dai Tokyo Yakult Swallows, che si sono imposti sugli Orix Buffaloes per 4 partite a 2.

## Regular season

### Central League
| Squadra                | Partite | Vittorie | Sconfitte | Pareggi | Perc. | GB   |
| ---------------------- | ------- | -------- | --------- | ------- | ----- | ---- |
| Tokyo Yakult Swallows  | 143     | 73       | 52        | 18      | .584  | —    |
| Hanshin Tigers         | 143     | 77       | 56        | 10      | .579  | 0.0  |
| Yomiuri Giants         | 143     | 61       | 62        | 20      | .496  | 11.0 |
| Hiroshima Toyo Carp    | 143     | 63       | 68        | 12      | .481  | 13.0 |
| Chunichi Dragons       | 143     | 55       | 71        | 17      | .437  | 18.5 |
| Yokohama DeNA BayStars | 143     | 54       | 73        | 16      | .425  | 20.0 |

### Pacific League
| Squadra                      | Partite | Vittorie | Sconfitte | Pareggi | Perc. | GB   |
| ---------------------------- | ------- | -------- | --------- | ------- | ----- | ---- |
| Orix Buffaloes               | 143     | 70       | 55        | 18      | .560  | —    |
| Chiba Lotte Marines          | 143     | 67       | 57        | 19      | .540  | 2.5  |
| Tohoku Rakuten Golden Eagles | 143     | 66       | 62        | 15      | .514  | 5.5  |
| Fukuoka SoftBank Hawks       | 143     | 60       | 62        | 21      | .492  | 8.5  |
| Hokkaido Nippon-Ham Fighters | 143     | 55       | 68        | 20      | .447  | 14.0 |
| Saitama Seibu Lions          | 143     | 55       | 70        | 18      | .440  | 15.0 |

|  | 1º della regular season e qualificato alle finali delle Climax Series |
|  | Qualificati alle semifinali delle Climax Series                       |

## Post season
|  | Climax Series - semifinali | Climax Series - semifinali   | Climax Series - semifinali |                     |                       | Climax Series - finali | Climax Series - finali | Climax Series - finali |  |  | Japan Series | Japan Series | Japan Series |  |
|  |                            |                              |                            |                     |                       |                        |                        |                        |  |  |              |              |              |  |
|  |                            |                              |                            |                     |                       | C1                     | Tokyo Yakult Swallows  | 3                      |  |  |              |              |              |  |
|  |                            |                              |                            |                     |                       | C1                     | Tokyo Yakult Swallows  | 3                      |  |  |              |              |              |  |
|  |                            |                              |                            | Yomiuri Giants      | 1                     |                        |                        |                        |  |  |              |              |              |  |
|  | C2                         | Hanshin Tigers               | 0                          | Yomiuri Giants      | 1                     |                        |                        |                        |  |  |              |              |              |  |
|  | C2                         | Hanshin Tigers               | 0                          |                     |                       |                        |                        |                        |  |  |              |              |              |  |
|  | C3                         | Yomiuri Giants               | 2                          |                     |                       |                        |                        |                        |  |  |              |              |              |  |
|  | C3                         | Yomiuri Giants               | 2                          |                     | Tokyo Yakult Swallows | Tokyo Yakult Swallows  | 4                      |                        |  |  |              |              |              |  |
|  |                            |                              |                            |                     |                       |                        |                        |                        |  |  |              |              |              |  |
|  |                            |                              | Orix Buffaloes             | Orix Buffaloes      | 2                     |                        |                        |                        |  |  |              |              |              |  |
|  |                            |                              |                            | Orix Buffaloes      | 2                     |                        |                        |                        |  |  |              |              |              |  |
|  |                            |                              |                            |                     |                       |                        |                        |                        |  |  |              |              |              |  |
|  |                            |                              |                            |                     |                       |                        |                        |                        |  |  |              |              |              |  |
|  |                            | P1                           | Orix Buffaloes             | 3                   |                       |                        |                        |                        |  |  |              |              |              |  |
|  |                            |                              |                            | 3                   |                       |                        |                        |                        |  |  |              |              |              |  |
|  |                            |                              |                            | Chiba Lotte Marines | 0                     |                        |                        |                        |  |  |              |              |              |  |
|  | P2                         | Chiba Lotte Marines          | 1                          | Chiba Lotte Marines | 0                     |                        |                        |                        |  |  |              |              |              |  |
|  | P2                         | Chiba Lotte Marines          | 1                          |                     |                       |                        |                        |                        |  |  |              |              |              |  |
|  | P3                         | Tohoku Rakuten Golden Eagles | 0                          |                     |                       |                        |                        |                        |  |  |              |              |              |  |

## Campioni
| Japan Series 2021 Tokyo Yakult Swallows sesto titolo |

## Premi
- Miglior giocatore della stagione

|    | Giocatore          | Squadra               |
| -- | ------------------ | --------------------- |
| CL | Munetaka Murakami  | Tokyo Yakult Swallows |
| PL | Yoshinobu Yamamoto | Orix Buffaloes        |

- Rookie dell'anno

|    | Giocatore         | Squadra             |
| -- | ----------------- | ------------------- |
| CL | Ryoji Kuribayashi | Hiroshima Toyo Carp |
| PL | Hiroya Miyagi     | Orix Buffaloes      |

- Miglior giocatore delle Japan Series

| Giocatore      | Squadra               |
| -------------- | --------------------- |
| Yuhei Nakamura | Tokyo Yakult Swallows |